# Liste de châteaux en France

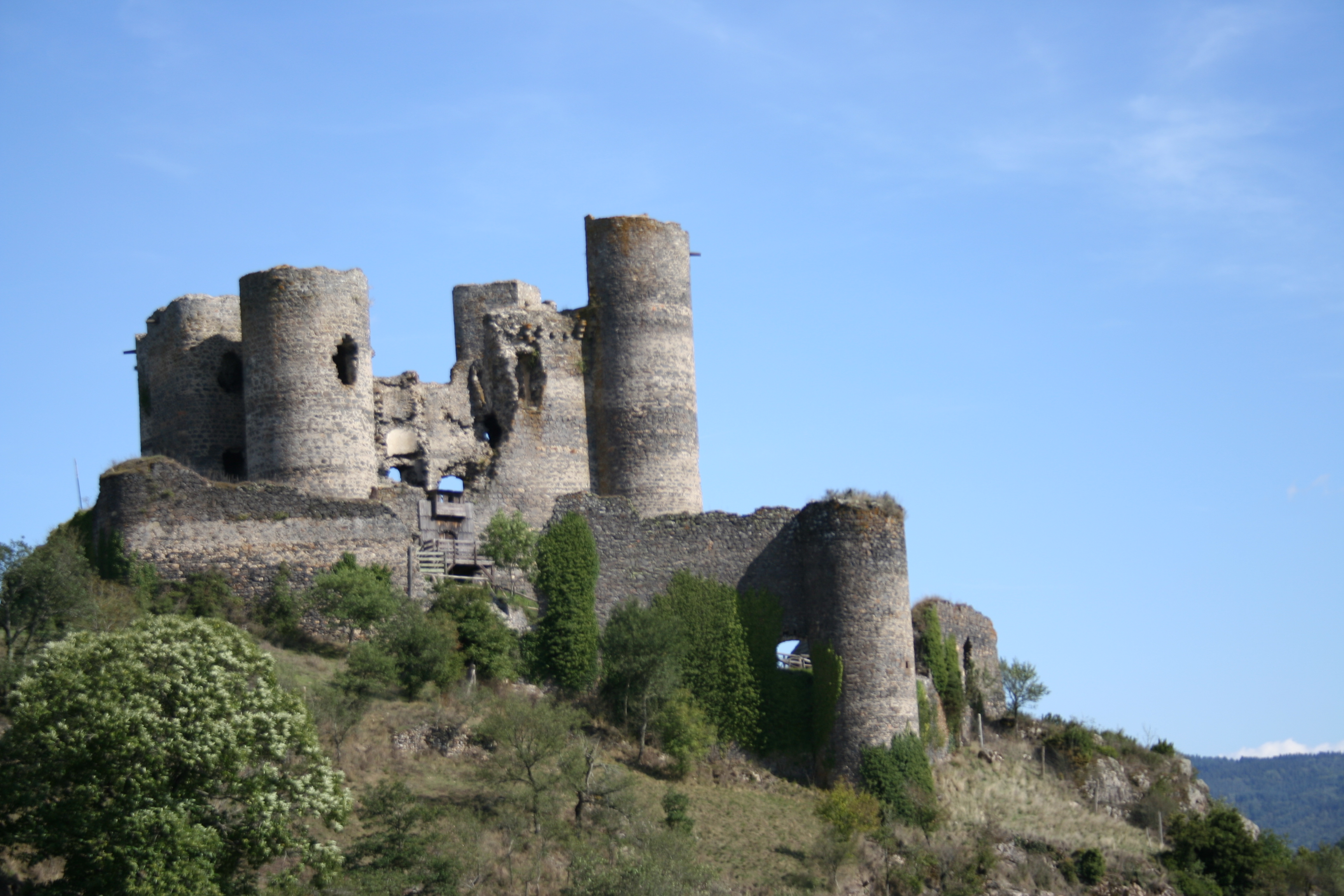
Château de Domeyrat

Cette liste répertorie les châteaux en France, classés par ordre alphabétique.
- Haut – A
- B
- C
- D
- E
- F
- G
- H
- I
- J
- K
- L
- M
- N
- O
- P
- Q
- R
- S
- T
- U
- V
- W
- X
- Y
- Z

## A
- Abbadia dans les Pyrénées-Atlantiques
- Adhémar dans la Drôme
- Château d'Agnou dans les Yvelines
- Aigues-Mortes dans le Gard
- Aiguèze dans le Rhône
- Ainay-le-Vieil dans le Cher
- Ajaccio en Corse-du-Sud
- L'Alba en Isère
- Alba-la-Romaine en Ardèche
- Albon dans la Drôme
- Alleuze dans le Cantal
- Les Allymes dans l'Ain
- Altkirch dans le Haut-Rhin
- Amboise en Indre-et-Loire
- Ancy-le-Franc dans l'Yonne
- André Ziltener en Côte-d'Or
- Angers en Maine-et-Loire
- Angle dans la Haute-Vienne
- Anjony dans le Cantal
- Annecy en Haute-Savoie
- Anse dans le Rhône
- Anet en Eure-et-Loir
- Apcher en Lozère
- Aramont dans l'Oise
- Arc-en-Barrois en Haute-Marne
- Arcelot en Côte-d'Or
- Arcs dans le Val-de-Marne
- Arlay dans le Jura
- Arlempdes en Haute-Loire
- Arques-la-Bataille en Seine-Maritime
- Ars en Charente
- Ars dans l'Indre
- L'Arthaudière en Isère
- Artigny à Montbazon en Indre-et-Loire
- Aubenas en Ardèche
- Audrieu dans le Calvados
- Auffrique dans l'Aisne
- Aujac dans le Gard
- Auxonne en Côte-d'Or
- Ayres en Lozère
- Azay-le-Rideau en Indre-et-Loire

## B
- Bagatelle dans la Somme
- Bagatelle à Paris
- Bagnac à Saint-Bonnet-de-Bellac dans la Haute-Vienne
- Bainville-aux-Miroirs dans les Vosges
- Balzac en Charente
- Barante dans le Puy-de-Dôme
- Barbentane dans les Bouches-du-Rhône
- Barive dans l'Aisne
- Barraux en Isère
- La Barre dans la Sarthe
- Barroux dans le Vaucluse
- Le Bas-du-Gast en Mayenne
- La Bastie d'Urfé dans la Loire
- La Bâtie dans l'Ain
- Baugé à Baugé en Maine-et-Loire
- Baulx dans l'Hérault
- Les Baux dans les Bouches-du-Rhône
- Bayard en Isère
- Bazaneix en Corrèze
- Bazouges à Bazouges-sur-le-Loir
- Beaucaire dans le Gard
- Beaumont dans l'Ain
- Beauregard dans l'Ain
- Beauregard en Loir-et-Cher
- Beaurepaire dans l'Oise
- Beauté-sur-Marne dans le Val-de-Marne
- Beauvais en Indre-et-Loire
- Beauvais en Ille-et-Vilaine
- Beauvais en Dordogne
- Beauvoir dans l'Allier
- Beauvoir dans l'Allier
- Beauvoir dans l'Essonne
- Beauvoir en Isère
- Belcastel dans l'Aveyron
- Belcastel dans le Lot
- Belfort dans le Territoire de Belfort
- Bellevue dans les Hauts-de-Seine
- Château de Bénac en Ariège
- Benoid dans le Cantal
- Bénouville dans le Calvados
- Berzé-le Châtel en Saône-et-Loire
- Besançon dans le Doubs
- Bessé-sur-Braye dans la Sarthe
- Besset en Haute-Loire
- La Beuvrière Saint-Hilaire dans le Cher
- La Beuvrière Grez-Neuville en Maine-et-Loire
- Beynac en Dordogne
- Bien-Assis dans l'Allier
- Bienassis dans les Côtes-d'Armor
- Bignicourt-sur-Saulx dans la Marne.
- Billy dans l'Allier
- Birkenwald dans le Bas-Rhin
- Biron en Dordogne
- Bitche en Moselle
- Bity en Corrèze
- Bizy dans l'Eure
- Blain en Loire-Atlantique
- Blâmont en Meurthe-et-Moselle
- Blandy-les-Tours en Seine-et-Marne
- Blanquefort dans la Gironde
- Blaye dans la Gironde
- Blossac en Ille-et-Vilaine
- Blois en Loir-et-Cher
- Blou en Ardèche
- Bois-Cornillé en Ille-et-Vilaine
- Bois-Préau dans les Hauts-de-Seine
- Boisgibault dans le Loiret
- Le Bon-Repos en Isère
- Bonaguil en Lot-et-Garonne
- Bonshommes dans le Val-d'Oise
- Bonnefontaine en Ille-et-Vilaine
- Bonnétable dans la Sarthe
- Bonnelles dans les Yvelines
- Bonport en Savoie
- Bontemps dans le Jura
- Bonrepos dans la Haute-Garonne
- La Borie dans la Haute-Vienne
- Borey en Haute-Saône
- Château du Bosc en Aveyron
- Bost dans l'Allier
- Bouchet dans l'Ain
- Bouges dans l'Indre
- Boulémont  dans les Yvelines
- Bouligneux dans l'Ain
- Boulogne en Ardèche
- Bourdeau en Savoie
- La Bourdaisière en Indre-et-Loire
- Bourgon en Mayenne
- Bours dans le Pas-de-Calais
- Boursault dans la Marne
- Bouthéon dans la Loire
- La Bove dans l'Aisne
- Brandon en Saône-et-Loire
- Brangues en Isère
- Brassac en Ariège
- Brasseurs dans les Vosges
- Brécourt dans l'Eure
- Brésis dans le Gard
- Bressuire dans les Deux-Sèvres
- Brest dans le Finistère
- Breteuil dans les Yvelines
- La Bretesche en Loire-Atlantique
- Brézé en Maine-et-Loire
- Briançon dans les Hautes-Alpes
- Bridoire en Dordogne
- Bricquebec dans la Manche
- Brie-Comte-Robert en Seine-et-Marne
- Les Briottières en Maine-et-Loire
- Brissac en Maine-et-Loire
- Brochon en Côte-d'Or
- Bron dans le Rhône
- Brosse-Raquin dans l'Allier
- Brou en Indre-et-Loire
- Brou en Seine-et-Marne
- Bry-sur-Marne dans le Val-de-Marne
- Bruissin dans le Rhône
- Bruneaux dans la Loire
- Bruniquel en Tarn-et-Garonne
- Buat dans les Yvelines
- Buisson de May dans l'Eure.
- Buisson-Rond en Savoie
- Busséol dans le Puy-de-Dôme
- Busset dans l'Allier
- Bussy-Rabutin en Côte-d'Or

## C
- Cabrières à Cabrières-d'Avignon
- Caen dans le Calvados
- Calmont d'Olt en Aveyron
- Canon dans le Calvados
- Capdenac en Aveyron
- Caramagne à Chambéry en Savoie
- Carbonat dans le Cantal
- Carcassonne dans l'Aude
- Carre en Isère
- Carrouges dans l'Orne
- Castelnau-Bretenoux dans le Lot
- Castelnaud en Dordogne
- Castelnou dans les Pyrénées-Orientales
- Cayla dans le Tarn
- La Caze en Lozère
- Cazeneuve dans la Gironde
- Cénevières dans le Lot
- Chaban en Dordogne
- Chacenay dans l'Aube
- Chaillouvres dans l'Ain
- Chailvet dans l'Aisne
- Challes dans l'Ain
- Chalmazel dans la Loire
- Châlus-Chabrol dans la Haute-Vienne
- Chambert dans le Lot
- Chambois dans l'Orne
- Château de Chambonneau dans la Vienne
- Chambord en Loir-et-Cher
- Chamerolles dans le Loiret
- Champchevrier en Indre-et-Loire
- Champlâtreux dans le Val-d'Oise
- Champlitte en Haute-Saône
- Champs-sur-Marne en Seine-et-Marne
- Chantilly dans l'Oise
- La Chapelle dans le Val-d'Oise
- Charmeil dans l'Allier
- Châteaubriant à Châteaubriant en Loire-Atlantique
- Château-Queyras dans les Hautes-Alpes
- Château-Voué dans la Meuse
- Châteaudun en Eure-et-Loir
- Châteaugiron en Ille-et-Vilaine
- Châteauneuf-en-Auxois en Côte-d'Or
- Châteaurenard dans les Bouches-du-Rhône
- Châtel dans les Ardennes
- Châtel-sur-Moselle dans les Vosges
- Chatenay dans l'Ain
- Châtillon en Savoie
- Châtillon-d'Azergues  dans le Rhône
- Châtillon-en-Bazois dans la Nièvre
- Châtillon-sur-Chalaronne dans l'Ain
- Châtillon-Coligny dans le Loiret
- Chaumont en Haute-Marne
- Chaumont-sur-Loire en Loir-et-Cher
- La Chaussière dans l'Allier
- Chavagneux dans l'Ain
- Chazeron dans le Puy-de-Dôme
- Chenonceau en Indre-et-Loire
- Cheffontaines dans le Finistère
- Cherveux dans les Deux-Sèvres
- La Chesnaie dans le Val-d'Oise
- Chessy-les-Mines dans le Rhône
- Cheverny en Loir-et-Cher
- Chevreaux dans le Jura
- Chigy dans l'Yonne
- Chinon en Indre-et-Loire
- Chissay dans le Loir-et-Cher
- Chitré dans la Vienne
- Chorey-les-Beaune en Côte-d'Or
- Cirey en Haute-Marne
- Clavières dans le Cantal
- Clavières dans le Cantal
- Clavières dans le Cantal
- Clavières en Ardèche
- Clavières en Indre
- Clément en Ardèche
- Clermont dans l'Oise
- Clermont en Haute-Savoie
- Clermont en Loire-Atlantique
- Clisson en Loire-Atlantique
- Clos-de-l'Olive dans le Val-d'Oise
- Clos-de-Vougeot en Côte-d'Or
- Cocove dans le Pas-de-Calais
- Collioure dans les Pyrénées-Orientales
- Colmars dans les Alpes-de-Haute-Provence
- Combourg en Ille-et-Vilaine
- Compiègne dans l'Oise
- Commarin en Côte-d'Or
- Conches dans l'Eure
- la Condemine dans l'Allier
- Condé dans l'Aisne
- Cons-la-Grandville en Meurthe-et-Moselle
- Corbelin dans la Nièvre
- Coucy dans l'Aisne
- Coudray-Salbart dans les Deux-Sèvres
- Château de Coulonges en Dordogne
- Coupiac dans l'Aveyron
- Courances dans l'Essonne
- La Courbe de Brée en Mayenne
- Courcelles dans l'Aisne
- Courcelles dans le Val-d'Oise
- Courson dans l'Essonne
- Courtalain en Eure-et-Loir
- Coussac-Bonneval dans la Haute-Vienne
- Le Couvent dans le Val-d'Oise
- La Couvertoirade en Aveyron
- Couzan dans la Loire
- Craon en Mayenne
- Les Crayères dans la Gard
- Crazannes en Charente-Maritime
- Crémat dans les Alpes-Maritimes
- Crest en Ardèche
- Les Creusettes dans l'Ain
- Château de la Croix en Savoie
- Cropières le Cantal
- Crosville-sur-Douve dans la Manche
- Crussol en Ardèche
- Culan dans le Cher
- Curemonte en Corrèze
- Curton en Gironde

## D
- Dampierre dans les Yvelines
- Dauphin dans le Puy-de-Dôme
- Demptézieu en Isère
- Dieppe en Seine-Maritime
- Digoine en Saône-et-Loire
- Digoine en Saône-et-Loire
- Dinan dans les Côtes-d'Armor
- Diziers en Loir-et-Cher
- Doullens dans la Somme
- Domeyrat en Haute-Loire
- Domfront dans l'Orne
- Doujat en Haute-Garonne
- Dourdan en Essonne
- Druyes dans l'Yonne
- Duc d'Épernon en Seine-et-Marne
- Ducs de Bourbon dans l'Allier
- Ducs de Bourgogneen Côte-d'Or
- Ducs de Bretagne en Loire-Atlantique
- Ducs de Guise dans l'Aisne
- Ducs de Savoie en Savoie
- Duingt en Haute-Savoie
- Duras en Lot-et-Garonne

## E
- L'Écluse dans l'Ain
- Écouen dans le Val-d'Oise
- Écoyeux en Charente-Maritime
- Effiat dans le Puy-de-Dôme
- Éguilly en Côte-d'Or
- Émancé dans les Yvelines
- Empeaux dans la Haute-Garonne
- Ennery dans le Val-d'Oise
- Entrevaux en Ardèche
- Épeisses dans le Rhône
- Épeyssoles dans l'Ain
- Épinal dans les Vosges
- Époisses en Côte-d'Or
- Esclimont en Eure-et-Loir
- Escoublère en Mayenne
- Esnes dans le Nord
- Esquelbecq dans le Nord
- Essalois dans la Loire
- Essarts dans les Côtes-d'Armor
- Essarts dans la Haute-Vienne
- Essarts dans l'Oise
- Essarts en Vendée
- Estaing en Aveyron
- Ételan dans la Seine-Maritime
- Évêques de Laon dans les Ardennes
- Évêques de Meaux en Seine-et-Marne
- Évêques de Metz en Moselle
- Évêques de Verdun dans la Meuse

## F
- Fabras en Ardèche
- Falaise dans le Calvados
- Falkenstein en Moselle
- Fallavier dans l'Isère
- Farcheville dans l'Essonne
- Faverges en Haute-Savoie
- La Faye dans le Puy-de-Dôme
- La Ferté-Saint-Aubin dans le Loiret
- Fère-en-Tardenois dans l'Aisne
- Fermont en Meurthe-et-Moselle
- Ferrette dans le Haut-Rhin
- Ferrières en Seine-et-Marne
- Flaugergues dans l'Hérault
- Fléchères dans l'Ain
- Fleckenstein dans le Bas-Rhin
- Fléville en Meurthe-et-Moselle
- Fleurville en Saône-et-Loire
- Flée à Sémur-en-Auxois en Côte-d'Or
- Floyrac dans l'Aveyron
- Foix dans l'Ariège
- La Fontaine-Aux-Cossons en Essonne
- Fontaine-Française en Côte-d'Or
- Fontainebleau en Seine-et-Marne
- Fontblachère en Ardèche
- Fontenay-le-Comte en Vendée
- Fontenoy-le-Château dans les Vosges
- Fort-la-Latte dans les Côtes-d'Armor
- Foucaud dans le Tarn
- Fougères en Ille-et-Vilaine
- Fougères-sur-Bièvre en Loir-et-Cher
- Fourchaud dans l'Allier
- Franconville dans le Val-d'Oise
- Fresnay en Mayenne
- Fresnay-sur-Sarthe dans la Sarthe
- Froensbourg dans le Bas-Rhin
- Frôlois en Côte-d'Or
- Fumel en Lot-et-Garonne

## G
- Gadelles en Seine-Maritime
- Château-Gaillard dans l'Eure
- Château-Gaillard dans le Morbihan
- Gaillon dans l'Eure
- Gallerande dans la Sarthe
- Garrevaques dans la Haute-Garonne
- La Gataudière en Charente-Maritime
- Gaudrelle en Indre-et-Loire
- Gaujacq dans les Landes
- Gençay dans la Vienne
- Gerberoy dans l'Oise
- Gevrey-Chambertin en Côte-d'Or
- Gien dans le Loiret
- Gilly à Vougeot en Côte-d'Or
- Château de la Girardière en Maine-et-Loire
- Giromagny dans le Territoire de Belfort
- Gisors dans l'Eure
- Glareins dans l'Ain
- Gombervaux dans la Meuse
- Gordes dans le Vaucluse
- Gourdans dans l'Ain
- Gourdon dans les Alpes-Maritimes
- Goussaincourt dans la Meuse
- Gouttières dans l'Allier
- Grammont dans l'Ain
- Gramont en Tarn-et-Garonne
- Le Grand Jardin en Haute-Marne
- Le Grand Perray dans la Sarthe
- Le Grand-Pressigny en Indre-et-Loire
- Grand Ringelstein dans le Bas-Rhin
- Granès dans le Tarn-et-Garonne
- La Grange à Lapeyrouse dans l'Ain
- La Grange à Manom en Moselle
- Les Granges (Escurolles) dans l'Allier
- Grésillon en Maine-et-Loire
- Grignan dans la Drôme
- Grimaldi dans le Var
- Grimaldi dans les Alpes-Maritimes
- Grosbois dans le Val-de-Marne
- Gruissan dans l'Aude
- Gué-Péan en Loir-et-Cher
- Guermantes en Seine-et-Marne
- La Guignardière en Vendée
- Guirbaden dans le Bas-Rhin
- Guiry-en-Vexin dans le Val-d'Oise

## H
- Hac dans les Côtes-d'Armor
- Hagnon dans les Yvelines
- Hallier en Eure-et-Loir
- Harcourt dans l'Eure
- Harcourt dans les Vosges
- Harcourt dans la Vienne
- Harcourt dans le Calvados
- Les Hardies dans l'Ain
- Haroué en Meurthe-et-Moselle
- Hattonchâtel dans la Meuse
- Haut-Barr dans le Bas-Rhin
- Haut-Koenigsbourg dans le Bas-Rhin
- Hautefort en Dordogne
- Hédé en Ille-et-Vilaine
- Helfedange en Lorraine
- Herbeys en Isère
- Hérisson dans l'Allier
- L'Herm en Dordogne
- L'Hermitage dans le Nord
- Hérouville dans le Val-d'Oise
- Hohenbourg dans le Bas-Rhin
- Hohenstein dans le Bas-Rhin
- Houdan dans les Yvelines
- La Hunaudaye dans les Côtes-d'Armor
- Huriel dans l'Allier

## I
- If dans les Bouches-du-Rhône,
- Igé en Saône-et-Loire,
- Irigny dans le Rhône
- Isenbourg dans le Haut-Rhin,
- Island dans l'Yonne,
- Issoudun dans l'Indre,
- Ivry-la-Bataille dans l'Eure.

## J
- Jallanges en Indre-et-Loire
- Jambville dans les Yvelines
- Janzé dans le Rhône
- Jarcieu en Isère
- Jarnioux dans le Rhône
- Jarousset dans le Cantal
- Jaulny en Meurthe-et-Moselle
- Javon en Vaucluse
- Jean-d'Heurs dans la Meuse
- Josselin dans le Morbihan
- Jossigny en Seine-et-Marne
- Jouarres dans l'Aude
- Jouillat dans la Creuse
- Joux dans le Doubs
- Joyeuse en l'Ardèche
- Juis dans l'Ain
- Juvigny dans la Marne

## L
- Lacoste en Vaucluse
- Lafauche dans la Haute-Marne
- Lagrézette dans le Lot
- La Lande dans l'Allier
- Laly dans l'Allier
- Lamotte-Beuvron en Loir-et-Cher
- Landal en Ille-et-Vilaine
- Landel en Seine-Maritime
- Landreville en Ardennes
- Langeais en Indre-et-Loire
- Lardeyrol en Haute-Loire
- Largoët dans le Morbihan
- Lassay dans la Mayenne
- Lastours dans l'Aude
- Laval dans la Mayenne
- Lavardens dans le Gers
- Liberia dans les Pyrénées-Orientales
- Libouriac dans l'Hérault
- Lillebonne dans la Seine-Maritime
- Loches en Indre-et-Loire
- Lœwenstein dans le Bas-Rhin
- Longecourt-en-Plaine en Côte-d'Or
- Château de Longefan en Savoie
- Longes dans l'Ain
- Longpra en Isère
- Château du Lonzat dans l'Allier
- Château du Lonzat dans l'Allier
- Lordat en Ariège
- Loubressac en Dordogne
- La Louvière dans l'Allier
- Le Louvre médiéval à Paris
- Le Lude dans la Sarthe
- Lusignan dans la Vienne
- Lutzelbourg dans le Bas-Rhin
- Lutzelbourg en Moselle

## M
- La Madeleine dans les Yvelines
- La Madeleine dans l'Eure
- Madrid dans les Hauts-de-Seine
- Maintenon en Eure-et-Loir
- Maisontiers dans les Deux-Sèvres
- La Malartrie en Dordogne
- Malbrouck en Moselle
- Malmaison dans les Hauts-de-Seine
- Malromé en Gironde
- Malvignol dans le Tarn
- Manom en Moselle
- Le Marais dans l'Essonne
- Maréchal-de-Catinat dans le Val-d'Oise
- Les Marets en Seine-et-Marne
- Marguerite dans le Cantal
- Marigny-le-Cahouët en Côte-d'Or
- Martigné-Briand en Maine-et-Loire
- Martinanches dans le Puy-de-Dôme
- Maslacq dans les Pyrénées-Atlantiques
- Matel dans la Loire
- Maudétour dans le Val-d'Oise
- Mauléon dans les Pyrénées-Atlantiques
- Maupas dans le Cher
- Mauperthuis en Seine-et-Marne
- Mauriac dans le Tarn
- Mauvezin dans les Hautes-Pyrénées
- Mauzun dans le Puy-de-Dôme
- Mehun-sur-Yèvre dans le Cher
- Meillant dans le Cher
- Meinsberg en Moselle
- Menetou-Salon dans le Cher
- Menthon-Saint-Bernard en Haute-Savoie
- Merlemont dans l'Oise
- Méry-sur-Oise dans le Val-d'Oise
- Mesnil-Saint-Denis dans les Yvelines
- Messilhac dans le Cantal
- Messimy dans l'Ain
- Meudon dans les Hauts-de-Seine
- Meux en Charente-Maritime
- Meung-sur-Loire dans le Loiret
- Meyrueis en Lozère
- Les Milandes en Dordogne
- Milly-le-Meugon en Maine-et-Loire
- Miolans en Savoie
- Miramont dans les Hautes-Pyrénées
- Château des Modières dans l'Allier
- La Mogère dans l'Hérault
- Moidière en Isère
- Les Moines en Ardèche
- Moncontour dans les Côtes-d'Armor
- Montflaux en Mayenne
- Mont-saint-Jean dans la Côte-d'Or
- Le Mont dans l'Indre
- Montaiguillon en Seine-et-Marne
- Montal dans le Lot
- Montargis dans le Loiret
- Montautre dans la Haute-Vienne
- Montbard en Côte-d'Or
- Montbéliard dans le Doubs
- Montbillon dans l'Allier
- Montbras dans la Meuse
- Montbrun dans la Drôme
- Montbrun dans la Haute-Vienne
- Montbrun Saint-Michel en Indre-et-Loire
- Montcaud dans le Gard
- Montcornet dans les Ardennes
- Montdardier dans le Gard
- Le Montellier dans l'Ain
- Montespieu dans le Tarn
- Montfort en Côte-d'Or
- Montgeroult dans le Val-d'Oise
- Montgeorges dans l'Allier
- Montgilbert dans l'Allier
- Montiers-sur-Saulx dans la Meuse
- Montigny-le-Gannelon en Eure-et-Loir
- Montmarin en Ille-et-Vilaine
- Montmaur dans les Hautes-Alpes
- Montmelas dans le Rhône
- Montmirail dans la Marne
- Montmirail dans la Sarthe
- Montmorency dans le Val-d'Oise
- Montmort dans la Marne
- Montmuran aen Ille-et-Vilaine
- Montmusard en Côte-d'Or
- Montpensier dans le Puy-de-Dôme
- Montpensier dans la Vienne
- Montpoupon en Indre-et-Loire
- Montréal en Dordogne
- Montredon dans le Puy-de-Dôme
- Montreuil-Bellay en Maine-et-Loire
- Montreuil-sur-Mer dans le Pas-de-Calais
- Montribloud dans l'Ain
- Montrottier en Haute-Savoie
- Mont-Royal dans l'Oise
- Montségur dans l'Ariège
- Montsoreau en Maine-et-Loire
- Montvillargenne dans l'Oise
- Mornas dans le Vaucluse
- Morimont dans le Haut-Rhin
- Mortemart dans la Haute-Vienne
- Mortemart dans les Yvelines
- Mortiercrolles en Mayenne
- La Motte-Glain en Loire-Atlantique
- La Motte-Ternant en Côte-d'Or
- La Motte d'Usseau dans la Vienne
- Moulineaux dans la Seine-Maritime
- Moulins en Loir-et-Cher
- Moyen en Meurthe-et-Moselle
- Mûrier en Isère
- Murol dans le Puy-de-Dôme
- Murs dans le Vaucluse

## N
- Nades dans l'Allier
- Najac dans l’Aveyron
- Nanteuil dans l'Oise
- Nedo dans le Morbihan
- Nemours en Seine-et-Marne
- la Nerthe dans le Vaucluse
- Nesles dans l'Aisne
- Nevers dans la Nièvre
- Château-Neuf dans le Val-d'Oise
- Château-Neuf dans les Hauts-de-Seine
- Neuilly dans les Hauts-de-Seine
- Neuville-Bosc dans l'Oise
- Nideck dans le Bas-Rhin
- Nieuil en Charente
- Nieuls-les-Saintes en Charente-Maritime
- Niort dans les Deux-Sèvres
- Nogent-le-Rotrou en Indre-et-Loire
- Nointel dans l'Oise
- Nointel dans le Val-d'Oise
- Noirieux en Maine-et-Loire
- Noirmoutier en Vendée
- Noizay en Indre-et-Loire
- La Norville dans l'Essonne
- Noueilles dans la Haute-Garonne
- Noyers-sur-Serein dans l'Yonne

## O
- Ô dans l'Orne
- Olhain dans le Pas-de-Calais
- Olivet dans le Calvados
- Onet-le-Château en Aveyron
- Oricourt en Haute-Saône
- Osthoffen dans le Bas-Rhin

## P
- Pagax en Aveyron
- Le Pailly en Haute-Marne
- Château de Panat dans l'Aveyron
- Palais des Papes en Vaucluse
- Parangon dans le Val-de-Marne
- Le Passage en Isère
- Pau dans les Pyrénées-Atlantiques
- Pavillon dans l'Allier
- Pech-Celeyran dans l'Aude
- Penne dans le Tarn
- Perdigat en Dordogne
- Péronne dans la Somme
- Perpignan dans les Pyrénées-Orientales
- Pesteils dans le Cantal
- Petit-Bois dans l'Allier
- Peyrepertuse dans l'Aude
- Pichon Longueville Comtesse de Lalande dans la Gironde
- Pichon-Longueville en Gironde
- Pierreclos en Saône-et-Loire
- Pierrefonds dans l'Oise
- Pierregourde en Ardèche
- Pirou dans la Manche
- Planèze en Aveyron
- Le Plantay dans l'Ain
- Plessis-Bourré en Maine-et-Loire
- Plessis-Mornay dans les Yvelines
- Pollet dans l'Ain
- Polignac en Haute-Loire
- La Pommeraye dans le Calvados
- Pont-sur-Saulx dans la Meuse
- Pontivy dans le Morbihan
- Pontoise dans le Val-d'Oise
- Portes dans le Gard
- Pouancé en Maine-et-Loire
- Poudelay en Ariège
- Poussignol dans la Nièvre
- Pray en Indre-et-Loire
- Puilaurens dans l'Aude
- Puivert dans l'Aude
- Puybardeau dans l'Indre
- Puytison dans la Haute-Vienne

## Q
- Quéribus dans l'Aude
- Quierzy dans l'Aisne
- Quincize dans la Nièvre
- Quintin dans les Côtes-d'Armor

## R
- Raissac dans l'Hérault
- Rambouillet dans les Yvelines
- Ranrouët en Loire-Atlantique
- La Râpée dans l'Eure
- Raray dans l'Oise
- Rathsamhausen dans le Bas-Rhin
- Rauzan en Gironde
- Ravel dans le Puy-de-Dôme
- Ravignan dans les Landes
- Les Réaux en Indre-et-Loire
- Regnéville dans la Manche
- Réveillon dans la Marne
- Rihour dans le Nord
- La Rigaudière en Charente-Maritime
- Ripaille en Haute-Savoie
- Riquewihr dans le Haut-Rhin
- La Rivière en Gironde
- La Rivière-Bourdet dans la Seine-Maritime
- La Roche dans la Loire
- La Roche Aigueperse dans le Puy-de-Dôme
- La Roche-Guyon dans le Val-d'Oise
- La Roche-Jagu dans les Côtes-d'Armor
- La Roche-Pichemer en Mayenne
- Rochebaron en Haute-Loire
- Rochebonne en Ardèche
- Rochebonne dans le Rhône
- Rochechouart dans la Haute-Vienne
- Rochecotte en Indre-et-Loire
- La Rochecourbon en Charente-Maritime
- La Rochelambert en Haute-Loire
- La Rochepot en Côte-d'Or
- Rochers-Sévigné en Ille-et-Vilaine
- Rodemack en Moselle
- Rois Ducs en Lot-et-Garonne
- La Rolanderie dans les Yvelines
- Romans dans l'Ain
- Roquedols en Lozère
- Roquetaillade en Gironde
- Roquevidal dans le Tarn
- Rosambo dans les Côtes-d'Armor
- Rosières en Côte-d'Or
- Rosny-sur-Seine dans les Yvelines
- Rothenburg dans le Bas-Rhin
- Rouen dans la Seine-Maritime
- Roussy-le-Village dans la Moselle
- Rouvres-en-Plaine dans la Côte-d'Or
- Rubrouk dans le Nord
- Rully en Saône-et-Loire
- Rupt-de-Mad dans la Meuse

## S
- Sablé-sur-Sarthe dans la Sarthe
- Sagonne dans le Cher
- Sain Bel dans le Rhône
- Saint-Amand-Montrond dans le Cher
- Saint-Amand-en-Puisaye dans l'Yonne
- Saint-Aubin-du-Cormier en Ille-et-Vilaine
- Saint-Brisson-sur-Loire dans le Loiret
- Saint-Cloud dans les Hauts-de-Seine
- Saint-Corentin dans les Yvelines
- Saint-Elme dans le Var
- Saint-Émilion en Gironde
- Saint-Innocent en Savoie
- Sainte-Suzanne en Mayenne
- Saint-Eynard en Isère
- Saint-Fargeau dans l'Yonne
- Saint-Georges-sur-Loire en Maine-et-Loire
- Saint-Germain-en-Laye dans les Yvelines
- Saint-Gobain dans l'Aisne
- Saint-Hubert dans l'Allier
- Saint-Jean de Chépy en Isère
- Saint-Jean-du-Gard dans le Gard
- Saint-Lazare dans l'Eure
- Saint-Maur dans le Val-de-Marne
- Saint-Michel-de-Boulogne en Ardèche
- Saint-Pandelon dans les Landes
- Saint-Paterne dans la Sarthe
- Saint-Point-Lamartine à Saint-Point en Côte-d'Or
- Saint-Priest dans le Rhône
- Saint-Tropez dans le Var
- Salles dans le Cantal
- Sales en Gironde
- Sales en Haute-Savoie
- Salses dans les Pyrénées-Orientales
- Salvanet dans la Haute-Vienne
- Sassenage en Isère
- Saluce sur Yonne dans l'Yonne
- Saulon en Côte-d'Or
- Saumur en Maine-et-Loire
- Le Saussay en Essonne
- Sauvan dans les Alpes-de-Haute-Provence
- Saverne dans le Bas-Rhin
- Sceaux dans les Hauts-de-Seine
- Sceauve dans l'Allier
- Sedan dans les Ardennes
- Selles dans le Nord
- Sendrone dans le Tarn
- Septème en Isère
- Séreins dans l'Ain
- Serrant en Maine-et-Loire
- Schœneck dans le Bas-Rhin
- Simserhof en Moselle
- La Sône en Isère
- Spesbourg dans le Bas-Rhin
- Sully-sur-Loire dans le Loiret
- Suresnes dans les Hauts-de-Seine
- Suscinio dans le Morbihan
- Suze-la-Rousse dans la Drôme

## T
- Talmont en Vendée
- Tamié en Savoie
- Château de Tancarville en Seine-Maritime
- Tanlay dans l'Yonne
- Tarascon dans les Bouches-du-Rhône
- Le Taureau dans le Finistère
- Tavernost dans l'Ain
- Tencin en Isère
- Tennessus dans les Deux-Sèvres
- Termes-d'Armagnac dans le Gers
- des Terrasses dans le Puy-de-Dôme
- la Terrasse dans le Val-d'Oise
- Thaumiers dans le Cher
- Thil en Côte-d'Or
- Thoiry dans les Yvelines
- Thomas II en Savoie
- Thorens en Haute-Savoie
- Thorey-Liautey en Meurthe-et-Moselle
- Thouzon en Vaucluse
- Tiffauges en Vendée
- Tilly dans les Yvelines
- Tonquédec dans les Côtes-d'Armor
- Tourelles dans l'Eure
- La Tour-Rivarenne dans l'Indre
- Tournel en Lozère
- Tournoël dans le Puy-de-Dôme
- Tournon en Ardèche
- Tours en Indre-et-Loire
- Le Touvet en Isère
- Trécesson dans le Morbihan
- Trémazan dans le Finistère
- La Tremblaye en Maine-et-Loire
- Trévoux dans l'Ain
- Troissereux dans l'Oise
- Tronjoly dans le Finistère
- Tuméjus en Meurthe-et-Moselle

## U
- Ultrère dans les Pyrénées-Orientales
- Urtubie dans les Pyrénées-Atlantiques
- Ussé en Indre-et-Loire
- Uzerche en Corrèze
- Uzès dans le Gard

## V
- Vabre dans l'Aveyron
- Vaire-le-Grand dans le Doubs
- Val dans le Cantal
- Valençay dans l'Indre
- Valenton dans le Val-de-Marne
- Vallery dans l'Yonne
- Vallière dans l'Oise
- Val Marie en Isère
- Varax dans l'Ain
- Varenne dans le Gard
- Varennes en Saône-et-Loire
- Vascœuil dans l'Eure
- Vataneins dans l'Ain
- Vaugirard dans la Loire
- Vaugrenier dans les Alpes-Maritimes
- Vaugrigneuse dans l'Essonne
- Vaugrignon en Indre-et-Loire
- Vauguenige dans la Haute-Vienne
- Vaulogé dans la Sarthe
- Vaulserre en Isère
- Vaulx-de-Lugny dans l'Yonne
- Vaux-le-Vicomte en Seine-et-Marne
- Château de Vayres à Vayres en Gironde
- Ventadour en Corrèze
- Ventadour en Ardèche.
- Véretz en Indre-et-Loire
- La Vérie en Vendée
- Verneuil-sur-Avre dans l'Eure
- La Verrerie dans le Cher
- La Verrerie en Saône-et-Loire
- Versailles dans les Yvelines
- Versainville dans le Calvados
- Vic-sur-Aisne dans l'Aisne
- Vieux-Bost dans l'Allier
- Vieux-Windstein dans le Bas-Rhin
- Vauguenige dans la Haute-Vienne
- Château de Vieille Cour en Loire-Atlantique
- Vigiers en Dordogne
- Vigny dans le Val-d'Oise
- La Vilatelle dans le Puy-de-Dôme
- Villandraut en Gironde
- Villandry en Indre-et-Loire
- Villaudric dans la Haute-Garonne
- Villegongis dans l'Indre
- Villemenant dans la Nièvre
- Villemomble dans la Seine-Saint-Denis
- Villemont dans le Puy-de-Dôme
- Villeneuve-Loubet dans les Alpes-Maritimes
- Vincennes dans le Val-de-Marne
- Virieu en Isère
- Vissec dans le Gard
- Vitré en Ille-et-Vilaine
- Viverols dans le Puy-de-Dôme
- Vives Eaux en Seine-et-Marne
- Viviers dans le Rhône
- Viviers en Seine-et-Marne
- Vixouze à Polminhac dans le Cantal
- Vizille en Isère
- Void dans la Meuse
- Volkrange dans la Moselle
- La Voûte en Haute-Loire

## W
- Wangenbourg dans le Bas-Rhin
- Wasenbourg dans le Bas-Rhin
- Wasigenstein dans le Bas-Rhin
- Wasselonne dans le Bas-Rhin
- Wegelburg dans le Bas-Rhin
- Widewille dans les Yvelines
- Windstein-neuf dans le Bas-Rhin
- Le Wineck dans le Bas-Rhin
- Wisques dans le Pas-de-Calais

## X
- Xaintrailles en Lot-et-Garonne

## Y
- Yèvre dans le Loiret
- Yville en Seine-Maritime
- Yvoire en Haute-Savoie

## Z
- Zuthove dans le Nord